# Martita Worner
Martita Elvira Wörner Tapia (Curacautín, 18 de enero de 1947) es una contadora, abogada y política chilena, miembro del Partido por la Democracia (PPD).
Fue diputada por el distrito N.° 46 de la Región del Biobío, entre 1994 y 1998. Anteriormente se desempeñó como subsecretaria de Justicia del gobierno de Patricio Aylwin (1990-1993).

## Biografía

### Familia y estudios
Nació el 18 de enero de 1947, en Curacautín. Es hija del inmigrante alemán Carlos Wörner y, Dora Tapia. Tiene dos hijos: Cristian Larrere Wörner y María Gabriela Larrere Wörner.
Sus estudios primarios y secundarios los realizó en la Escuela Pública de Curacautín y en el Colegio Santa Elena de la misma ciudad. La familia se trasladó a Concepción, donde ingresó al Instituto Comercial y se recibió de contadora. Luego estudió Derecho en la Universidad de Concepción. Juró como abogada ante la Corte Suprema el 27 de octubre de 1975.

### Carrera profesional
Comenzó a trabajar el año 1971, cuando estaba en 4.° año de Derecho, en un banco privado, como secretaria de gerencia; en 1977 renunció, para irse a la Vicaría de la Solidaridad, que en Concepción correspondía al Servicio Social del Arzobispado, donde trabajó hasta marzo de 1990. Se dedicó a la Pastoral de Derechos Humanos del Arzobispado de Concepción y Arauco y llegó a ser su directora ejecutiva.

## Trayectoria política
Creó y fomentó el programa de educación cívica con ocasión del plebiscito del año 1988. Más tarde presidió el Comando por la opción del NO y luego el Comando de profesionales por la candidatura de Patricio Aylwin Azócar.
Después del Plebiscito, ingresó al Partido por la Democracia (PPD).
En 1990 fue designada subsecretaria de Justicia en el gobierno del presidente Aylwin, cargo que desempeñó hasta 1993.
Tras renunciar el 1 de julio de 1993, al cargo de subsecretaria de Justicia, presenta su candidatura a diputada por el distrito N.° 46, VIII Región, correspondiente a las comunas de; Lota, Lebu, Arauco, Curanilahue, Los Álamos, Cañete, Contulmo y Tirúa,
En las elecciones parlamentarias celebradas el 11 de diciembre de 1993, obtuvo la primera mayoría distrital con 39.059 votos, que correspondió al 41,45% del total de sufragios válidamente emitidos.
El 16 de marzo de 1994, integró las Comisiones Permanentes de Constitución, Legislación y Justicia; y de Minería y Energía. Por su parte, con fecha 14 de junio del mismo año, pasó a integrar la Comisión Bicameral de Modernización del Congreso.
A partir del 13 de septiembre de 1994, formó parte de la Comisión Especial Investigadora de las denuncias de irregularidades en la ENACAR. Asimismo, el 12 de enero de 1995, pasó a integrar la Comisión Especial Investigadora encargada de la disolución de Colonia Dignidad.
Con fecha 9 de julio de 1996, integró la Comisión Especial sobre Seguridad Ciudadana. Además, el 10 de diciembre del mismo año, formó parte de la Comisión Especial Investigadora de la situación que afecta a la Dirección de Previsión de Carabineros de Chile (DIPRECA).
Integró también el Comité Parlamentario del PPD.
Luego, de no ser reelegida en las elecciones parlamentarias de 1997, se radica en la ciudad de Ancud, donde ejerce como Notaria y Conservador desde el 26 de marzo de 1999.

## Historial electoral

### Elecciones parlamentarias de 1993
- Elecciones parlamentarias de 1993, para Diputado por el Distrito 46, Lota, Lebu, Arauco, Curanilahue, Los Álamos, Cañete, Contulmo y Tirúa[2]

### Elecciones parlamentarias de 1997
- Elecciones Parlamentarias de 1997 a Diputados por el distrito 44 (Concepción, San Pedro de la Paz y Chiguayante)[3]